# Лана Роудс
Амара Мейпл (нар. 6 вересня 1996 року в Чикаго, Іллінойс, США), відома як Лана Роудс (англ. Lana Rhoades) — американська порноакторка.

## Життєпис
Має чесько-словенське коріння. Народилася в релігійній сім'ї. Виросла в штаті Вісконсин, в селі неподалік від кордону штату Іллінойс. Після раннього закінчення середньої школи, де, крім навчання, також займалася гімнастикою і чирлідингом, в 17 років переїхала ближче до Чикаго. Там почала працювати офіціанткою в барі The Tilted Kilt і в ресторані Hooters. Також виконувала стриптиз.
В порноіндустрію потрапила у квітні 2016 у віці 19 років, знявшись для порносайту FTV Girls в сценах мастурбації і соло. Псевдонім Лана взяла від персонажки другого сезону телесеріалу «Американська історія жахів».
В серпні 2016 року була обрана порножурналом Penthouse «Кицька місяця» (Pet of the Month). В кінці того ж місяця знялася у фотосесії для сайту Penthouse. Також знялася для сайту Playboy Plus. У липні 2017 року була обрана порносайтом Cherry Pimps як Cherry of the Month. Через місяць було оголошено, що Лана стане моделлю місяця (Honey of the Month) і з'явиться на обкладинці журналу Hustler за жовтень того ж року. У листопаді 2017 року стала «Ангелом Vixen». У цьому ж місяці була також обрана порносайтом Twistys як Treat of the Month. Восени 2019 року знову знімається для обкладинки і розвороту Hustler.
13 січня 2017 року була оголошена переможницею XBIZ Award в категорії «Краща нова старлетка». Також перемогла в категорії «Hottest Newcomer» премії AVN. У жовтні того ж року отримала нагороду NightMoves Award в категорії «Краща нова акторка» (вибір шанувальників). Разом з Маркусом Дюпрі отримала в кінці січня 2018 року нагороду AVN Awards в категорії «Краща анальна сцена» (за фільм Anal Savages 3). У жовтні того ж року удостоїлася другої нагороди NightMoves Award в категорії «Краще тіло» (вибір шанувальників).
У січні 2018 року журнал Fortune помістив її в список «Брудна дюжина: найпопулярніші порнозірки».
Станом на жовтень 2018 року знялася у 200 порнофільмах.
З 2019 року припинила зніматися в професійному порно, зайнявшись електронною комерцією і написанням автобіографії.
В кінці лютого 2020 року уклала контракт з компанією Brazzers для роботи в якості креативної працівниці.

## Вибрана фільмографія
| - 2016 — 2 Cute 4 Porn 4 - 2016 — A Taste Of Kink - 2016 — Brothers and Sisters 3 - 2016 — Busty Nurses 3 - 2016 — Cum Swallowing Auditions 27 - 2016 — Dirty Talk 4 - 2016 — Flesh Hunter 14 - 2016 — Hot Models - 2016 — Interracial Icon 3 - 2016 — Love Stories 5 - 2016 — Slut Puppies 11 - 2016 — Stacked 5 - 2017 — 406 Mulberry Rd - 2017 — All Natural - 2017 — Bad Lesbian 8 - 2017 — Faces Covered 5 - 2017 — Facialized 4 - 2017 — Glamour Solos 7 - 2017 — Hookup Hotshot New To The Internet - 2017 — It’s a Sister Thing! 2 - 2017 — Just Like My Sister - 2017 — Lana - 2017 — Lana Rhoades Filthy Fantasies - 2017 — Lana Rhoades Unleashed | - 2017 — Lesbian Seduction - 2017 — Lust Unleashed 11 - 2017 — My Stepdaddy Punished My Pussy - 2017 — Naturally Stacked Stories - 2017 — Sensual Moments 6 - 2017 — Sex With My Trainer - 2017 — Sexy Hotwife Stories - 2017 — She Loves Anal - 2017 — White Bitch Sandwich 6 - 2017 — Young & Beautiful 4 - 2018 — All Roads Lead To Lana - 2018 — Anal Beauties - 2018 — Art of Foreplay - 2018 — Blacked Raw V3 - 2018 — Gangbang Me 3 - 2018 — Hot Bodies 3 - 2018 — Lana Desires of Submission - 2018 — Moms In Control 8 - 2018 — Perfectly Trimmed Bush 5 - 2018 — Pornochic 28: Claire and Lana - 2018 — Pure Sexual Attraction 7 - 2018 — Rubbing Down a Horny Slut 3 - 2018 — Teen Temptations - 2018 — Ultimate Fuck Toy: Lana Rhoades |